# Ricardo Serrano
Pour les articles homonymes, voir Serrano.
Serrano  González est un nom espagnol. Le premier nom de famille, en général paternel, est Serrano ; le second, en général maternel, souvent omis, est González.
Ricardo Serrano González (né le 4 août 1978 à Valladolid) est un coureur cycliste espagnol.

## Biographie

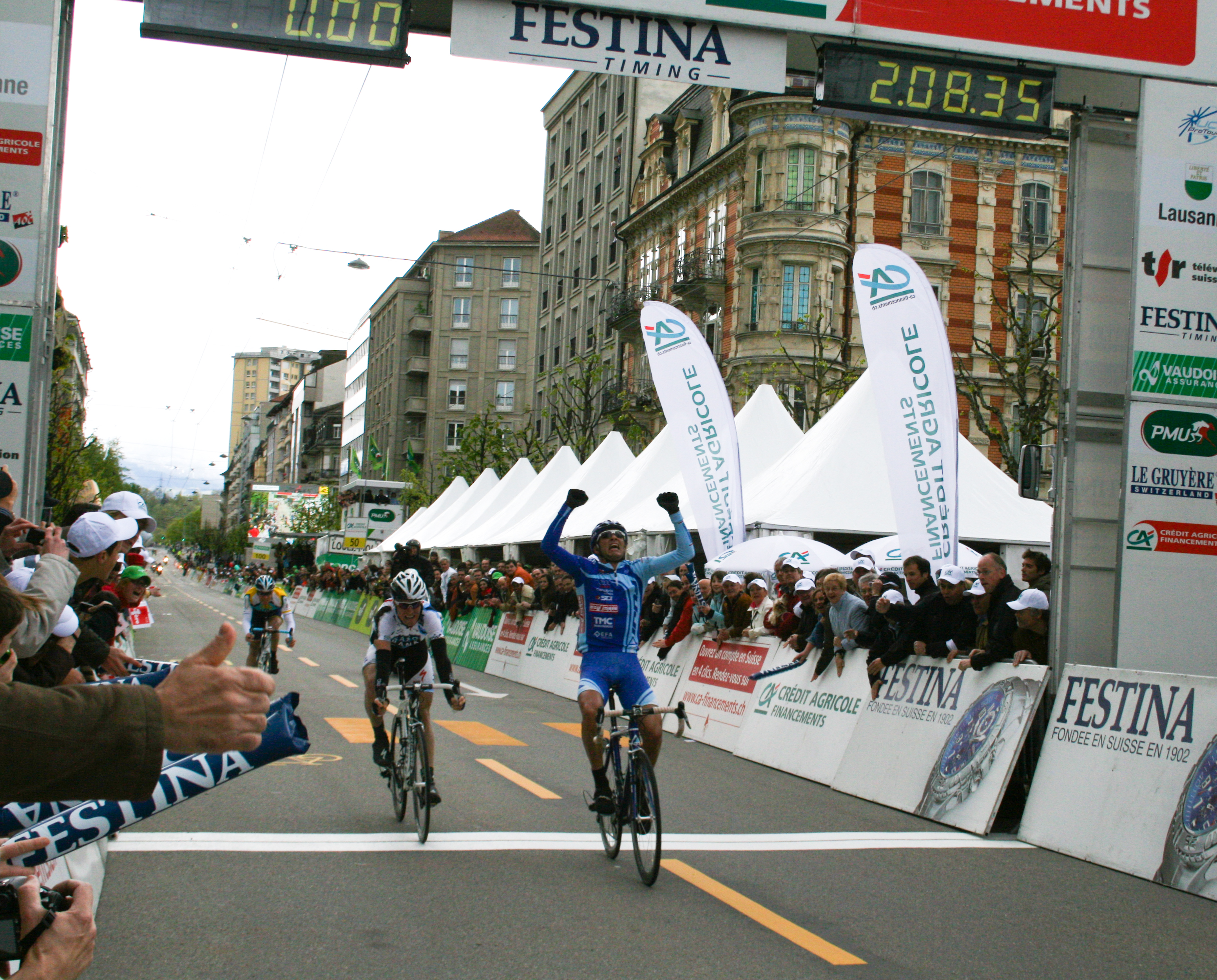
Lors de sa victoire à la première étape du Tour de Romandie 2009.

Ricardo Serrano commence sa carrière professionnelle en 2003 à l'âge de 25 ans dans la nouvelle équipe Labarca-2 Cafés Baqué. En 2000, le dirigeant de l'équipe Vitalicio Seguros Javier Minguez lui avait promis un contrat au sein de sa formation, avant de devoir renoncer lorsque celle-ci s'est trouvée sans sponsor. Après deux saisons chez Cafés Baqué et une quatrième place au GP CTT Correios de Portugal 2004, il s'engage en 2005 avec la formation Kaiku. Il y obtient diverses places d'honneur au Trofeo Soller (2e), au Grand Prix Miguel Indurain, au GP Llodio (5e), et surtout au Tour du Pays basque (10e), épreuve figurant au ProTour.
Sa saison 2006 s'avère meilleure. Débutant par deux deuxièmes places au Tour de la Communauté valencienne et à la Clásica de Almería, elle se poursuit en avril avec une victoire au Tour de La Rioja et une quatrième place au Tour de Rhénanie-Palatinat. Ce bon début de saison est entaché d'une suspension de quinze jours en mars en raison de paramètres sanguins anormaux. La seconde bonne période de Ricardo Serrano durant cette saison est le mois d'août, où il cumule durant la même semaine une sixième place au Tour de Burgos, une septième à la Clasica San Sebastian et une deuxième à la Subida a Urkiola, puis, une semaine plus tard, un cinquième place à la Clasica a los Puertos. Il achève cette saison à la neuvième de l'UCI Europe Tour.
L'équipe Kaiku disparaissant en fin d'année, Serrano s'engage avec l'équipe italienne Tinkoff Credit Systems. Il réalise une bonne entame de saison avec des podiums au Tour méditerranéen et au Tour du Haut-Var, puis une quinzième place sur Tirreno-Adriatico malgré deux chutes en début d'épreuve. En avril, il figure en tête du classement du Tour de l'Alentejo jusqu'à ce qu'une crise d'asthme le contraigne à l'abandon. Il participe au Tour d'Italie, qu'il finit en 102e position, après s'être montré offensif comme ses coéquipiers russes Pavel Brutt et Mikhail Ignatiev. Il se place ainsi troisième de la seizième étape remportée à Lienz par Stefano Garzelli. Après la Bicyclette basque, il connaît deux mois sans compétition en raison d'une tendinite. De retour au Tour de Burgos en août, il prend part avec enthousiasme à la première édition du Monte Paschi Eroica, dont il prend la huitième place.
En 2008, il se classe septième du Tour méditerranéen.
Ricardo Serrano a été déclaré positifs à l'EPO Cera, a annoncé le 17 juillet 2009 l'Union cycliste internationale (UCI). Il est suspendu puis licencié par son équipe le 1er septembre 2009. Il est condamné en juin 2010 à une suspension de 2 ans et une amende de 23100 euros par la fédération espagnole de cyclisme.

## Palmarès

### Palmarès amateur
| - 1998 - 3e de l'Itsasondoko Saria - 3e du San Martín Saria - 1999 - 2e de l'Insalus Saria - 2e du Pentekostes Saria - 3e du Trofeo Castillo Monjardín - 3e du Trofeo Ayuntamiento Olazagutía - 2000 - 6e étape du Tour de Palencia - 2e du Premio San Prudencio | - 2001 - 3e de la Santikutz Klasika - 3e du Premio San Prudencio - 2002 - Clásica de Lasarte-Oria - 4e étape du Tour d'Estrémadure - Cursa Ciclista del Llobregat - Leintz Bailarari Itzulia - 2e de la Coupe d'Espagne de cyclisme - 2e du Tour d'Estrémadure |

### Palmarès professionnel
| - 2005 - 2e du Trofeo Soller - 10e du Tour du Pays basque - 2006 - Tour de La Rioja : - Classement général - 2e étape - 2e du Tour de la Communauté valencienne - 2e de la Clásica de Almería - 2e de la Subida a Urkiola | - 2007 - 2e du Tour méditerranéen - 3e du Tour du Haut-Var - 2009 - 1re étape du Tour de Romandie |

## Résultats sur les grands tours

### Tour d'Italie
2 participations
- 2007 : 102e
- 2009 : abandon (15e étape)

### Tour d'Espagne
2 participations
- 2004 : non-partant (13e étape)
- 2008 : non-partant (4e étape)

## Classements mondiaux
| Année           | 2005 | 2006 | 2007 | 2008 |
| --------------- | ---- | ---- | ---- | ---- |
| UCI Europe Tour | 55e  | 9e   | 128e | 711e |